# Saison 2004-2005 du Standard de Liège
 (décembre 2022).
Si vous disposez d'ouvrages ou d'articles de référence ou si vous connaissez des sites web de qualité traitant du thème abordé ici, merci de compléter l'article en donnant les références utiles à sa vérifiabilité et en les liant à la section « Notes et références ».
Chronologie
Saison précédente Saison suivante
Lors de l'exercice 2004-2005, le Standard de Liège évolue en Jupiler League (il s'agit de la 88e saison des Rouches au plus haut niveau du football national, la 83e consécutive) et participe à la Coupe de l'UEFA ainsi qu'à la Coupe de Belgique de football.

## Transferts[1]

### Été

#### Arrivées
- Frédéric Bosak
- Carlinhos de Vasco da Gama
- Sergio Conceiçao du FC Porto
- Jorge Curbelo de Danubio
- Éric Deflandre de l' Olympique lyonnais
- Karel Geraerts du Club Bruges via le KSC Lokeren
- Sergej Kovalenko de la Juventus via l' AS Lodigiani
- Philippe Léonard de l'OGC Nice
- Jari Niemi du RAEC Mons
- Oguchi Onyewu de la RAA Louviéroise
- Michel Pereira de l'Atlético MG
- Milan Rapaić de l' Associazione Calcio Ancona
- Vedran Runje de l' Olympique de Marseille
- Denis Souza de Roda JC via Heusden-Zolder
- Michael Turnbull de Marconi Stallions Football Club
- Wamberto de l' Ajax Amsterdam via le RAEC Mons

#### Départs
- Mohammed Aliyu Datti au RAEC Mons (prêt)
- Roberto Bisconti à l'OGC Nice
- Danny Boffin (arrêt ?)
- Fabián Carini à l' Inter Milan
- Jinks Dimvula ?
- Mohamed El Yamani ?
- Joseph Enakarhire au Sporting Portugal
- Dimitri Habran ?
- Aléxandros Kaklamanos à La Gantoise
- Papy Kimoto au K Sint-Truidense VV
- Almani Moreira au Hambourg SV (prêt)
- Émile Mpenza au Hambourg SV
- Godwin Okpara (arrêt ?)
- Bjørn Helge Riise au FC Brussels (prêt)
- Gonzalo Sorondo à Crystal Palace FC via Inter Milan
- Önder Turacı au Fenerbahçe SK
- Olivier Werner au RAEC Mons (prêt)

### Hiver

#### Arrivées
- Mathieu Assou-Ekotto de la RAA Louviéroise
- Cédric Roussel de Rubin Kazan (prêt)

#### Départs
- Gilles Colin ?
- Jari Niemi ? à Saint-Trond VV
- Denis Souza au RAEC Mons (prêt) ?

## Effectif de la saison[1]
| Poste | Joueur                | Date de Naissance | Nationalité |
| ----- | --------------------- | ----------------- | ----------- |
| G     | Vedran Runje          | 10/02/1976        | Croatie     |
| G     | Michael Turnbull      | 24/03/1981        | Australie   |
| G     | Jérémy De Vriendt     | 22/03/1986        | Belgique    |
| D     | Eric Deflandre        | 02/08/1973        | Belgique    |
| D     | Jorge Curbelo         | 21/12/1981        | Uruguay     |
| D     | Ivica Dragutinovic    | 13/11/1975        | Serbie      |
| D     | Oguchi Onyewu         | 13/05/1982        | États-Unis  |
| D     | Aleksandar Mutavdzic  | 03/01/1977        | Serbie      |
| D     | Philippe Léonard      | 14/02/1974        | Belgique    |
| D     | Michel Pereira        | 09/06/1981        | Brésil      |
| D     | Gonzague Vandooren    | 19/08/1979        | Belgique    |
| D     | Laurent Gomez         | 24/08/1984        | Belgique    |
| M     | Juan Ramón Curbelo    | 02/05/1979        | Uruguay     |
| M     | Mathieu Assou-Ekotto  | 08/04/1978        | France      |
| M     | Carlinhos             | 17/06/1980        | Brésil      |
| M     | Sergio Conceição      | 15/11/1974        | Portugal    |
| M     | Roberto Bisconti      | 21/07/1973        | Belgique    |
| M     | Miljenko Mumlek       | 21/11/1972        | Croatie     |
| M     | Karel Geraerts        | 05/01/1982        | Belgique    |
| M     | Milan Rapaić          | 16/08/1973        | Croatie     |
| M     | Gilles Colin          | 06/09/1984        | Belgique    |
| M     | Jonathan Walasiak     | 23/10/1982        | Belgique    |
| M     | Almani Moreira        | 16/06/1978        | Portugal    |
| A     | Cédric Roussel        | 06/01/1978        | Belgique    |
| A     | Sambégou Bangoura     | 03/04/1982        | Guinée      |
| A     | Sergej Kovalenko      | 10/05/1984        | Ukraine     |
| A     | Jari Niemi            | 02/02/1977        | Finlande    |
| A     | Mohammed Tchité       | 31/01/1984        | Burundi     |
| A     | Wamberto              | 13/12/1974        | Brésil      |
| A     | Aléxandros Kaklamanos | 20/05/1974        | Grèce       |
| A     | Frédéric Bosak        | 17/07/1986        | France      |

## Équipements
| Marque           | Umbro                     |
| Sponsors maillot | ALE-Télédis, TNT (Ch/CdB) |

## Les résultats[1]

### Coupe UEFA
| Journée         | Date       | Club visité       | Club visiteur     | Score | Buts liégeois    | Assistance |
| --------------- | ---------- | ----------------- | ----------------- | ----- | ---------------- | ---------- |
| 1er tour aller  | 16/09/2004 | Standard de Liège | VfL Bochum        | 0 - 0 |                  | 12 000     |
| 1er tour retour | 30/09/2004 | VfL Bochum        | Standard de Liège | 1 - 1 | Jorge Curbelo    | 23 800     |
| Groupe B        | 21/10/2004 | Steaua Bucarest   | Standard de Liège | 2 - 0 |                  |            |
| Groupe B        | 25/11/2004 | Standard de Liège | Parme             | 2 - 1 | Geraerts, Michel |            |
| Groupe B        | 01/12/2004 | Beşiktaş          | Standard de Liège | 1 - 1 | Bangoura         |            |
| Groupe B        | 16/12/2004 | Standard de Liège | Athletic Bilbao   | 1 - 7 | Onyewu           | 23 000     |

### Championnat
| Journée           | Date       | Club visité                               | Club visiteur                             | Score | Buts liégeois                                                    | Assistance | Note         |
| ----------------- | ---------- | ----------------------------------------- | ----------------------------------------- | ----- | ---------------------------------------------------------------- | ---------- | ------------ |
| 1                 | 07/08/2004 | Lierse SK                                 | Standard de Liège                         | 1 - 1 | Tchité                                                           | 8 000      |              |
| 2                 | 13/08/2004 | Standard de Liège                         | Sporting Charleroi                        | 1 - 2 | Bangoura                                                         | 20 000     |              |
| 3                 | 22/08/2004 | Cercle Bruges                             | Standard de Liège                         | 1 - 3 | Tchité (2), Kaklamanos                                           | 3 000      | Conceição    |
| 4                 | 28/08/2004 | Standard de Liège                         | FC Brussels                               | 1 - 3 | Deflandre                                                        | 15 000     |              |
| 5                 | 12/09/2004 | KRC Genk                                  | Standard de Liège                         | 1 - 1 | Bangoura                                                         | 22 000     |              |
| 6                 | 19/09/2004 | Standard de Liège                         | KSC Lokeren                               | 1 - 0 | Bangoura                                                         | 12 000     |              |
| 7                 | 25/09/2004 | Royale Association Athlétique Louviéroise | Standard de Liège                         | 0 - 1 | Juan Ramón Curbelo                                               | 7 000      |              |
| 8                 | 03/10/2004 | Standard de Liège                         | Excelsior Mouscron                        | 2 - 0 | Bangoura, Walasiak                                               | 15 000     |              |
| 9                 | 16/10/2004 | Standard de Liège                         | KVC Westerlo                              | 2 - 0 | Tchité, Léonard (p)                                              | 17 000     |              |
| 10                | 24/10/2004 | Germinal Beerschot                        | Standard de Liège                         | 1 - 0 |                                                                  | 7 500      | Deflandre    |
| 11                | 29/10/2004 | Standard de Liège                         | FC Bruges                                 | 1 - 4 | Tchité                                                           | 21 000     |              |
| 12                | 06/11/2004 | RAEC Mons                                 | Standard de Liège                         | 2 - 3 | Onyewu (2), Michel                                               | 6 000      |              |
| 13                | 10/11/2004 | Standard de Liège                         | RSC Anderlecht                            | 1 - 0 | Conceição                                                        | 24 000     |              |
| 14                | 28/11/2004 | Saint-Trond VV                            | Standard de Liège                         | 4 - 1 | Jorge Curbelo                                                    | 6 000      |              |
| 15                | 05/12/2004 | Standard de Liège                         | KSK Beveren                               | 3 - 0 | Geraerts, Rapaić, Bangoura                                       | 14 000     |              |
| 16                | 12/12/2004 | La Gantoise                               | Standard de Liège                         | 1 - 1 | Conceição (p)                                                    | 8 000      |              |
| 17                | 19/12/2004 | Standard de Liège                         | Koninklijke Voetbalclub Oostende          | 5 - 0 | Bangoura, Conceição, Bangoura, Juan Ramón Curbelo, Conceição (p) | 15 000     |              |
| 18                | 15/01/2005 | Standard de Liège                         | Lierse SK                                 | 4 - 1 | Conceição, CSC, Conceição (p), Bangoura                          | 16 000     |              |
| 19                | 22/01/2005 | Sporting Charleroi                        | Standard de Liège                         | 0 - 0 |                                                                  | 20 000     |              |
| 20                | 29/01/2005 | Standard de Liège                         | Cercle Bruges                             | 4 - 0 | Bangoura, Rapaić, Bangoura (2)                                   | 15 000     |              |
| 21                | 05/02/2005 | FC Brussels                               | Standard de Liège                         | 0 - 1 | Bangoura                                                         | 5 000      | Rapaić       |
| 23                | 19/02/2005 | KSC Lokeren                               | Standard de Liège                         | 0 - 0 |                                                                  | 6 200      |              |
| 22                | 25/02/2005 | Standard de Liège                         | KRC Genk                                  | 1 - 0 | Rapaić                                                           | 21 000     |              |
| 25                | 11/03/2005 | Excelsior Mouscron                        | Standard de Liège                         | 0 - 3 | Geraerts, Kovalenko, Roussel                                     | 7 000      |              |
| 24                | 16/03/2005 | Standard de Liège                         | Royale Association Athlétique Louviéroise | 1 - 0 | Geraerts                                                         |            |              |
| 26                | 19/03/2005 | KVC Westerlo                              | Standard de Liège                         | 1 - 3 | Kovalenko, Geraerts, Bangoura                                    | 5 000      |              |
| 27                | 02/04/2005 | Standard de Liège                         | Germinal Beerschot                        | 3 - 0 | Conceição, Bangoura, Kovalenko                                   | 14 000     |              |
| 28                | 10/04/2005 | FC Bruges                                 | Standard de Liège                         | 1 - 1 | Conceição                                                        | 27 341     |              |
| 29                | 17/04/2005 | Standard de Liège                         | RAEC Mons                                 | 2 - 0 | Léonard, Onyewu                                                  | 17 000     |              |
| 30                | 22/04/2005 | RSC Anderlecht                            | Standard de Liège                         | 3 - 2 | Geraerts (2)                                                     | 25 653     |              |
| 31                | 30/04/2005 | Standard de Liège                         | Saint-Trond VV                            | 4 - 1 | Roussel, Bangoura, Wamberto, Roussel                             | 26 000     |              |
| 32                | 07/05/2005 | KSK Beveren                               | Standard de Liège                         | 2 - 3 | Conceição, Rapaić (2)                                            | 3 000      | Dragutinovic |
| 33                | 15/05/2005 | Standard de Liège                         | La Gantoise                               | 3 - 0 | Roussel (2), Conceição (p)                                       | 20 000     |              |
| 34                | 21/05/2005 | Koninklijke Voetbalclub Oostende          | Standard de Liège                         | 1 - 1 | Roussel                                                          | 5 000      |              |
| Test match aller  | 19/05/2007 | Standard de Liège                         | KRC Genk                                  | 3 - 1 | Rapaić (p), Wamberto, Kovalenko                                  |            |              |
| Test match retour | 19/05/2007 | KRC Genk                                  | Standard de Liège                         | 3 - 0 |                                                                  |            |              |

### Coupe de Belgique
| Tour | Date       | Club visité       | Club visiteur                     | Score            | Buts liégeois                                      |
| ---- | ---------- | ----------------- | --------------------------------- | ---------------- | -------------------------------------------------- |
| 1/16 | 20/11/2004 | Standard de Liège | K. Patro Eisden Maasmechelen (D2) | 4 - 1            | Bangoura, Conceição, Tchité, Mutavdzic             |
| 1/8  | 19/01/2005 | Standard de Liège | Sporting Charleroi                | 1-1 (3-4 t.a.b.) | Geraerts (t.a.b. : Wamberto, Rapaić, Assou-Ekotto) |

## Classement des buteurs
| Rang | Joueur             | Buts |
| ---- | ------------------ | ---- |
| 1er  | Bangoura           | 17   |
| 2e   | Conceição          | 11   |
| 3e   | Geraerts           | 8    |
| 4e   | Rapaić             | 6    |
| 4e   | Roussel            | 6    |
| 4e   | Tchité             | 6    |
| 7e   | Kovalenko          | 4    |
| 7e   | Onyewu             | 4    |
| 9e   | Jorge Curbelo      | 2    |
| 9e   | Juan Ramón Curbelo | 2    |
| 9e   | Léonard            | 2    |
| 9e   | Michel             | 2    |
| 9e   | Wamberto           | 2    |
| 14e  | Deflandre          | 1    |
| 14e  | Kaklamanos         | 1    |
| 14e  | Mutavdzic          | 1    |
| 14e  | Walasiak           | 1    |